# 個人防衛武器

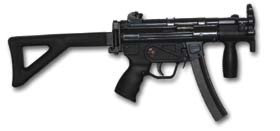
MP5K-PDW

个人防卫武器（英文：personal defense weapon，缩写：PDW）在西方国家使用的军事术语中泛指用弹匣供弹、外形和功能上与冲锋枪相似、比短突击步枪紧凑轻便的“非全尺寸”单兵选射武器。与发射手枪弹的传统冲锋枪不同，个人防卫武器发射的是形似步枪弹的小口径穿甲子弹，弹道性能在手枪弹和中间型威力枪弹之间，有效射程、穿透力和停止作用比传统冲锋枪更优。
个人防卫武器主要针对所谓的“二线”人员（后勤车辆，炮兵和其他工程测算人员等支援性兵种）使用，因为这些人并不大可能和敌军正面交锋的，虽然仍有近距离撞见渗透己方区域的敌方尖兵的风险，而此类风险概率太小以至于配备制式突击步枪显得累赘和没有必要，但仍要保持拥有强于手枪弹的射程和打击力，特别是需要能在200米距离内击穿NJI ⅢA级的单兵护甲。因其紧凑轻便好用的特点，个人防卫武器开始被各类特种部队、准军事组织、特警和保镖采纳使用。

## 歷史

### 早期

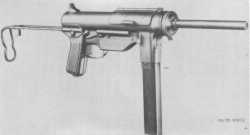
M3A1

其實早於二戰時已經有個人防衛武器的意念，M1卡賓槍和其獨特的.30卡賓槍彈可算是個人防衛武器和專用彈概念先河，但作為主力戰鬥用的話，連發型的M2卡賓槍火力不足以完全勝任中間型威力槍彈的突擊步槍之用，作為防衛用的話.30卡賓槍彈的威力又過大，而被世界所遺忘是二戰中產量最多的槍械之一的事實。
戰後再次開發，如捷克斯洛伐克－為非一線戰鬥步兵單位提供一種重量輕，但比起手槍更有效的武器。Vz.61蠍式衝鋒槍的誕生和設計初衷確實是作為一種雙用途武器，既可像衝鋒槍那樣雙手抵肩連發射擊，又可像手槍那樣單手不抵肩單發射擊。
類似的槍械其實當時不算少的可其使用的子彈未達到新的要求，即面對有防彈衣和頭盔敵軍，而不是無防護的匪徒或恐怖分子。
在八十年代前中期，美國等北約成員國所使用的制式冲锋枪，如M3衝鋒槍等都是第二次世界大战時期開發的老槍，無法追上時代的需要，尤其是當時假想敵蘇联和華約國為機械化步兵配上防彈衣。其時北約成員國都有較制式衝鋒槍為優的輕型連發槍械，但因為種種原因不完全適合作為個人防衛武器。雖然其時北約也開始把制式步槍裝換成使用5.56×45 NATO子彈的小口徑步槍，可是發覺其作為防衛武器尺寸及火力仍然太大。
至於先進的衝鋒槍如HK MP5，這些槍械主要為了特警隊的而設計，結構複雜單價高昂，使用手槍彈是為了應付的對手是近距離的無防護的匪徒或恐怖分子，為可能發生的混戰或匪徒脅持人質的場面中防止誤殺隊友或無辜者，因此難以應付較遠距離的正規軍士兵。
在1980年代後期美蘇關係突然解冻，結果在蘇聯和華約解散前只有少數槍械能夠以個人防衛武器的名義公開，但都沒有很大的實際需求。

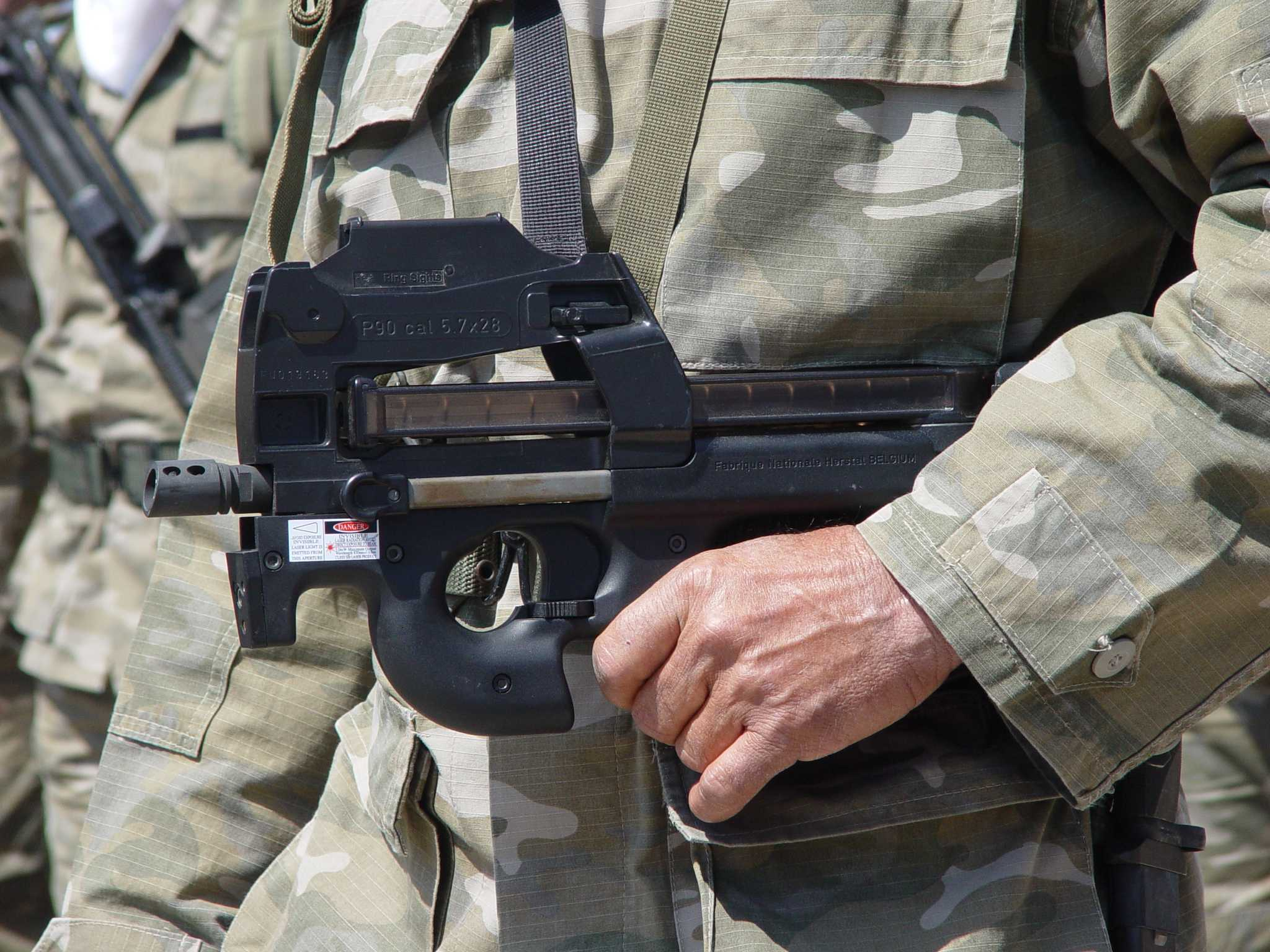
P90

一個重要的問題便是要求有較佳的遠射性和貫穿能力，對於一般設計者來說既有的手槍子彈不適合，因為其多突出停止作用（使到目標幾乎是一擊必殺的巨痛下難以繼續活動），所需要中低初速（每秒三百米級）大口徑手槍彈，可在理論上最適合的小口徑高初速（超過每秒五百米級甚至更高的）手槍彈，卻因為其似步槍子彈縮短的瓶狀彈殼，易在動能不足的自動化裝彈中做成退殼不順，所以在彈殼和裝排彈上需要特別的功夫。所以此類子彈傳統上只在單發手槍或左輪手槍上使用。

### 問世與挑戰
所以大部分設計都意味需要開發新的，以既有的小口徑高初速手槍彈為藍本的新子彈和適合的供排彈機構。另一部分設計師傾向於在既有子彈上下功夫，例如傳統彈型的穿甲彈和高膛壓中等初速（仍為超音速的每秒四百米級）手槍子彈，而集中於改良機械的穩定性。
其中有比利时的FN P90（P90是世界上第一支為了發射新彈藥而研發的PDW），和使用舊有子彈的美英的帕克·黑爾IDW衝鋒槍和德國的HK MP5K PDW。除了因為冷戰結束後使軍火市場收縮外，這些槍械都是過分複雜及昂貴，廠家實際把PDW看成是新槍械科技的展示平台。當時軍界不接受這些槍械的另一原因是，在理論上如果和使用自动步枪的敵人交戰，最好是使用類似的武器。在美國提出個人防衛武器的計劃前後，當時認為仍然過大的卡賓槍，都變得更為小巧而成為供非前線軍人的另類選擇。

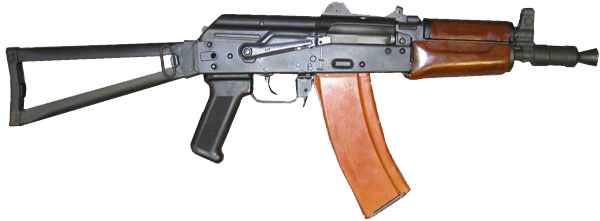
AKS-74U

如前蘇聯公開小型卡賓槍AKS-74U和當時西德的HK 53，其尺寸和重量剛好和個人防衛武器的要求相當。兩者的火力遠遠超過上述新型槍械，於是不少國家都有採用這類輕型的卡賓槍。

### 新世紀
但在世紀之交的武裝衝突中，發覺小型卡賓槍的火力仍然過大，常發生槍口猛烈跳動、難以控制的情況，原因是這些槍械的槍管過短而無法使過多的火藥氣體充分擴張。其所用的中间型威力枪弹或小口徑步槍子彈，雖然比通用機槍和狙擊步槍用的子彈威力小得多，但是若要在長度只有500毫米的槍械上連發，就會顯得威力過大，尤其是作為防衛性武器，若在只用雙手持槍無抵肩緊急開火，它的後座力和槍口跳動就會更為嚴重。相對下傳統的衝鋒槍，在實戰中即使是未受過訓練的射手都能發揮其威力。
現在軍界對槍械廠商要求較明確，應當是發展成能供士兵人手一支的低價槍械，於是有其他的個人防衛武器被公開，有部分更被正式採用，但只有個別被當作制式裝備。其中代表有HK MP7，MP9，IDW（帕克·黑爾IDW、布希曼衝鋒槍的改良型）和以色列以舊有的M1卡賓槍部件改做成原用7.62×33彈的個人防衛武器Hezi SM-1，以較長的槍管和全長較短的犢牛式結構，解決卡賓槍因槍口跳動和需要打開槍托才能穩定射擊的問題。
而現在的設計多使新的子彈，值得注意的是中俄的設計上，使用的新子彈多仍是口徑較大和初速四百米級的居多。
在這些新型槍械中，至少MP5K-PDW、MP7、P90、Hezi SM-1、SR-2「希瑟」、CBJ-MS、QCW-05、QCQ-05都開始獲得認同及裝備部隊。
各國部隊試用的經驗較喜好使用新彈種的槍型：使用舊彈改良的方案即使提高了貫穿力，對於遠射的精度是死症。至於用低威力的步槍彈的方案，落在生手上根本極難連發時命中。而對於新彈中還以P90最受落。

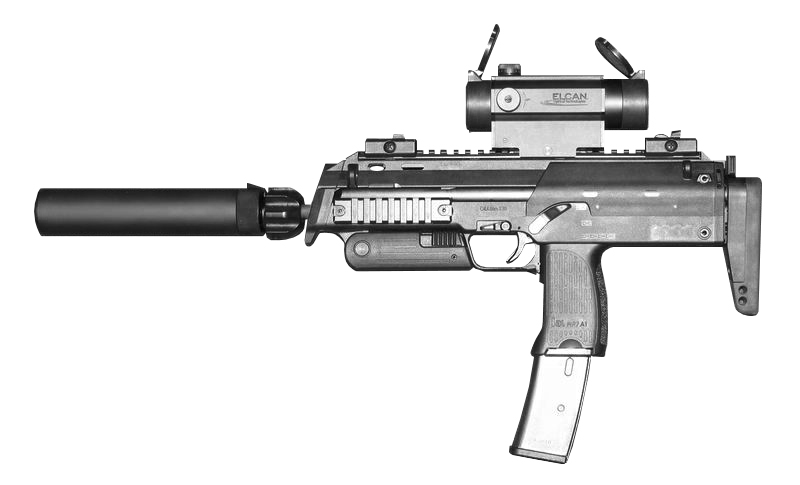
H&K的MP7A1。

## 典型型號

### 使用專用子彈的型號
- 比利时
  - P90
  - VBR PDW
- 捷克
- 印度 - MSMC
- 德国 - MP7
- 中华人民共和国
  - QCW-05
  - QCQ-05
- 瑞典 - CBJ-MS
- 俄羅斯 - SR-2
- 美国
  - KAC PDW
  - 曲特MARS（英语：Colt MARS）
  - AR-57
- 新加坡 - CPW

### 使用小口徑步槍彈的型號
- 菲律賓 - Floro PDW（英语：Floro PDW）
- 俄羅斯 - AO-46
- 美国 -  Magpul PDR
- 瑞典 - MKS（英语：Interdynamics MKS）

### 使用中口徑中间型威力枪弹的型號
- 以色列 - Hezi SM-1
- 美国 - 蜜獾式或同系列的SIG MCX突擊步槍

### 使用傳統半自動手槍彈的型號
- 美国 - MAC-10、MAC-11
- 德国 - MP5K PDW
- 俄羅斯 - PP-2000
- 英国 - 帕克·黑爾IDW
- 瑞士 - MP9
- 中華民國 - T77

## 使用個人防衛武器彈藥的手槍
- 比利时
  - Glock-VBR
  - Five-seveN
- 德国 - MP7
- 俄羅斯
  - GSh-18半自動手槍
  - MP-443烏鴉式手槍
  - SR-1維克多手槍
- 印度尼西亞 - PS-01手槍（英语：Pindad PS-01）
- 中华人民共和国
  - 92式自动手枪
  - 06式微声自动手枪
- 美国 - 儒格-57

## 典型個人防衛武器彈藥
原則上個人防衛武器是使用專開發的高初速小口徑手槍彈，但同時亦有配以傳統手槍彈的穿甲高膛壓彈種，可這類子彈對於真正的同彈種(即彈殼相同但火藥分量不一)的手槍，較易因為高膛壓而損壞的，至於配以小口徑步槍彈或中間型威力槍彈的接近了卡賓槍的程度的火力算是另類設計了。
- 比利時
  - 7.92×24mm
  - FN 5.7×28mm
- 捷克
  - 4.38×30mm Libra
- 印度
  - 5.56×30mm MINSAS
- 德國
  - HK 4.6×30mm
- 俄羅斯
  - 9×21mm Gyurza
- 美國
  - 6×35mm
  - 5.56×30mm MARS
  - .300 AAC Blackout（7.62×35mm）
- 中國
  - 5.8×21mm DAP92
- 瑞典
  - 6.5×25mm CBJ-MS
- 印尼
  - 5.56×21mm PINDAD